# Institut Max-Planck de physiologie comportementale

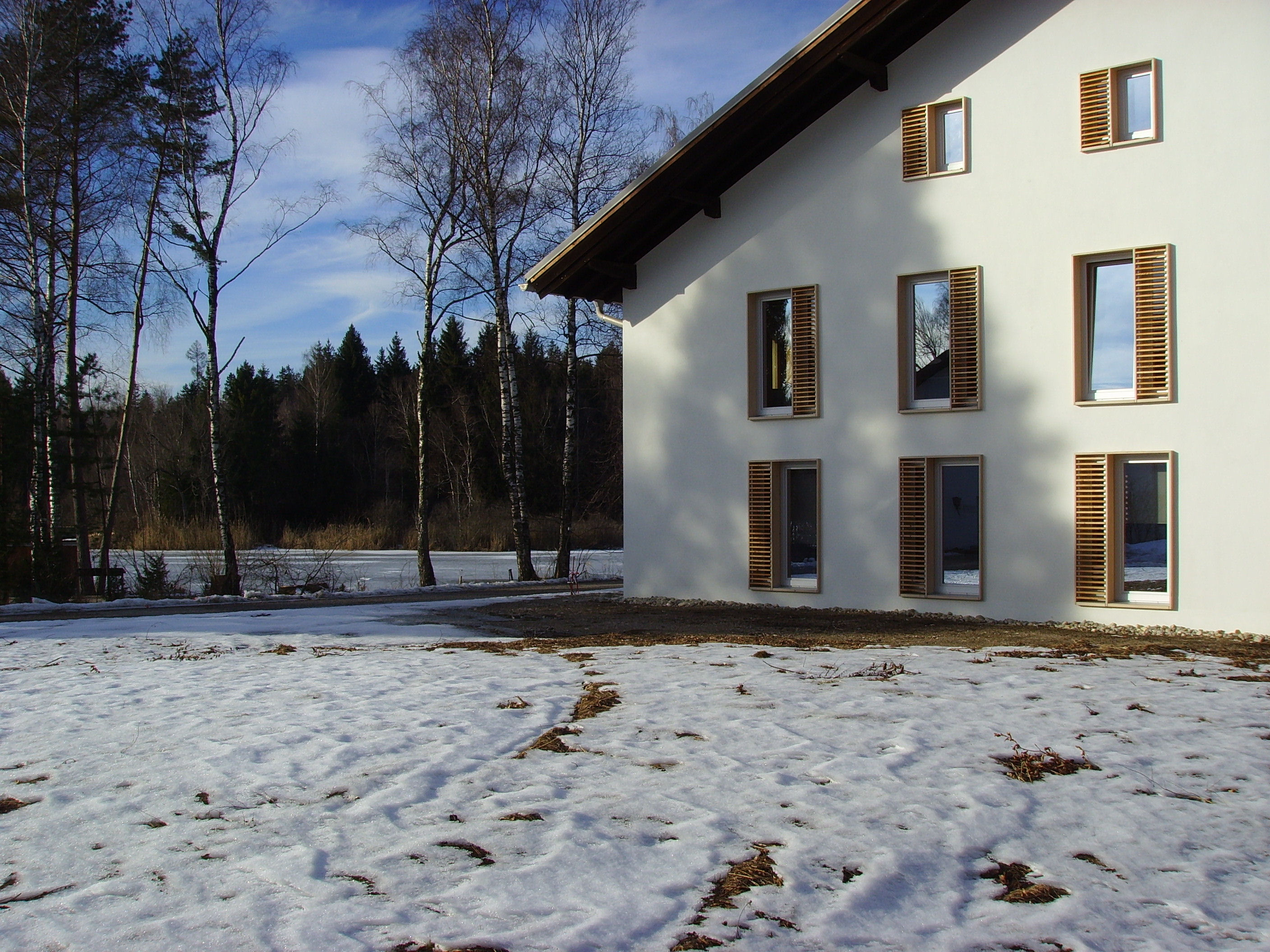
L'un des bâtiments de l'institut

L'ancien Institut Max-Planck de physiologie comportementale, situé à Seewiesen (de), en Bavière (Allemagne), était l'un des 80 instituts de la Société Max-Planck.

## Historique
L'idée de créer un institut de recherche allemand pour la recherche en éthologie émergea pour la première fois avec la rencontre de Konrad Lorenz et Erich von Holst lors d'une conférence à Berlin, en février 1936.
Dans les années 1950, à l'époque de sa création, si la physiologie était classée parmi les «sciences dures», il n'en allait pas de même de la recherche sur le comportement animal, essentiellement descriptive et comparative, qui était perçue davantage comme un passe-temps d'amateurs.
L'emplacement pour la construction des bâtiments fut choisie au départ en fonction du milieu naturel pour l'étude, à proximité, d'espèces de poissons et d'oies dans leur milieu.
L'établissement fut fondé en 1954 par Erich von Holst, et Konrad Lorenz. En 1958, le prersonnel emménagea dans de nouveaux bâtiments de la même localité. Après y avoir travaillé  de 1951 à 1965, Irenäus Eibl-Eibesfeldt en devint le directeur en 1975. En 1987, l'institut devint indépendant. En 1997, la Société Max-Planck fut contrainte de réduire son budget et de supprimer quatre de ses instituts. On mit fin incidemment aux activités de recherche sur la  physiologie comportementale de l'établissement. L'Institut a ainsi été officiellement fermé le 30 novembre 1999. Cependant, ses activités n'ont pas cessé complètement pour autant se recentrant sur le domaine de l'ornithologie. l'Institut Max-Planck d'ornithologie succédant ainsi à l'Institut Max-Planck de physiologie comportementale.

## Collaborateurs et sujets de recherche
Les recherches qui furent menées à cet institut portèrent sur un éventail de sujets dont voici des exemples :
- Jürgen Aschoff : Rythmes biologiques chez les animaux et les humains, en particulier les rythmes circadiens et cycle annuel des oiseaux migrateurs ; gestion de l'énergie et thermorégulation.
- Irenäus Eibl-Eibesfeldt : Adaptations phylogénétiques dans le comportement des êtres humains ; documentation interculturelle des interactions sociales; recherche concernant les comportements d'agression; analyse de la communication dans les groupes d'enfants de la maternelle.
- Erich von Holst : Système nerveux central et organes sensoriels chez les poissons.
- Franz Huber : Base neurologique du comportement des criquets et des sauterelles, en particulier dans la production sonore.
- Karl-Ernst Kaißling : Conversion des stimuli excitateurs dans les cellules olfactives.
- Paul Leyhausen : Exploration du répertoire comportemental des chats et de leur système de locomotion.
- Konrad Lorenz : Documentation du répertoire comportemental des oies cendrées.
- Horst Mittelstaedt : Principes et mécanismes de traitement des messages dans l'organisme,  analyse cybernétique du comportement.
- Dietrich Schneider : Physiologie, biochimie et biophysique de l'odorat des insectes, structure fine des organes des sens, biosynthèse des phéromones et communication chimique.
- Hermann Belle : Orientation spatiale et système sensoriel chez les crustacés.
- Wolfgang Wickler : Comportement social et communication entre les animaux et son émergence dans le cours de l'évolution ; recherches sur la biologie de la migration des oiseaux.

## Sources
Institut Max Planck de physiologie comportementale : rapports et communications de la Société Max Planck 4/78. Publié par l'Administration générale de la Société Max Planck, Munich, 1978.